# نيكول كريتز
نيكول كريتز (بالإنجليزية: Nicole Kriz)‏ مواليد 13 ديسمبر 1983 في نيوساوث ويلز، أستراليا، هي لاعبة كرة مضرب أسترالية سابقة بدأت مسيرتها كمحترفة سنة 2001 وكانت تلعب باليد اليمنى، اعتزلت اللعب في 2010. أعلى تصنيف لها في الفردي كان المركز الـ 332 في سنة 2008. أعلى تصنيف لها في الزوجي كان المركز الـ 104 في سنة 2007.

## وصلات خارجية
- نيكول كريتز على موقع رابطة محترفات التنس (الإنجليزية)
- نيكول كريتز على موقع الاتحاد الدولي لكرة المضرب (الإنجليزية)
- نيكول كريتز على موقع اتحاد التنس الأسترالي (الإنجليزية)
- نيكول كريتز على موقع إي إس بي إن.كوم (الإنجليزية)

- الموقع الرسمي